# Erygia reflectifascia
Erygia reflectifascia là một loài bướm đêm trong họ Noctuidae.